# Pagaden (plaats)
Pagaden is een bestuurslaag in het regentschap Subang van de provincie West-Java, Indonesië. Pagaden telt 4515 inwoners (volkstelling 2010).